# 三家汉墓葬群
三家汉墓葬群，是位于中国安徽省合肥市肥东县白龙镇三家村的一批东汉古墓葬，2017年入选第七批肥东县文物保护单位。
三家汉墓葬群的部分文物最初由当地村民于2015年年底在自家发现，2016年考古队对该地区进行挖掘，确认该地古为汉代墓葬。墓葬群分布面积约30000平方米，初步发现9处疑似墓葬点和1处明清灰坑及窑址，墓葬为砖室结构，平面呈中字形或甲字形，由墓道、耳室和棺室构成，砖块为三色砖，多饰以米字型花纹和变体菱格纹等汉砖典型纹饰。发现时，这些墓葬多已遭到破坏，陪葬的陶器均遭盗窃，仅余少量东汉五铢钱留存。